# مری مک‌آلیس
مری مک‌آلیس (ایرلندی: Máire Pádraigín Mhic Ghiolla Íosa؛ زادهٔ ۲۷ ژوئن ۱۹۵۱) سیاست‌مدار و هشتمین رئیس‌جمهور ایرلند بوده‌است.